# جک روبی
جک لئون روبی (انگلیسی: Jack Leon Ruby؛ جیکوب لئون روبنشتاین؛ ۲۵ مارس ۱۹۱۱ – ۳ ژانویهٔ ۱۹۶۷) گردانندهٔ یک باشگاه شبانه در شهر دالاس واقع در ایالت تگزاس آمریکا بود. روبی اصالتاً متولد شهر شیکاگو در ایالت ایلینوی بود. روبی در ۲۴ نوامبر ۱۹۶۳ لی هاروی اسوالد، مردی را که طبق گزارش ایالات متحدهٔ آمریکا، رئیس‌جمهور جان اف. کندی را ترور کرده‌بود، به ضرب گلوله کشت. دادگاهی در دالاس او را به اتهام قتل هاروی محکوم به مرگ کرد. بعداً، به‌دلیل فرجام‌خواهی، قرار شد دوباره محاکمه شود. زمانی که تاریخ دادگاهش مشخص شد، روبی بیمار شد و به‌علت انسداد ریوی ناشی از سرطان ریه درگذشت.